# Sidney Leslie Goodwin
Sidney Leslie Goodwin, (9 septembre 1910–15 avril 1912), est un enfant britannique qui a voyagé avec sa famille en troisième classe à bord du Titanic. Les huit membres de la famille Goodwin, partis à la recherche d'une nouvelle vie aux États-Unis, périssent dans le naufrage du paquebot à la suite de sa collision avec un iceberg dans la nuit du 14 au 15 avril 1912.
Dans les jours qui suivent le naufrage, une dépouille d'un enfant de deux ans tout au plus est découverte par l'équipage du Mackay-Bennett, le navire affrété pour récupérer les corps des victimes. Touchés par la vue de ce petit cadavre, les marins financent l'enterrement de celui qui devient l'« enfant inconnu du Titanic ».
Près d'un siècle plus tard, des recherches sont lancées à partir de son ADN pour identifier l'enfant, qui est tout d'abord supposé être le petit Eino Viljami Panula, jeune immigrant finnois. Quelques années plus tard, une nouvelle étude réfute ce résultat et révèle qu'il s'agit de la dépouille du petit Sidney Goodwin, qui est donc le seul corps retrouvé de tous les membres de sa famille.

## La famille Goodwin et son voyage sur leTitanic

### Contexte familial

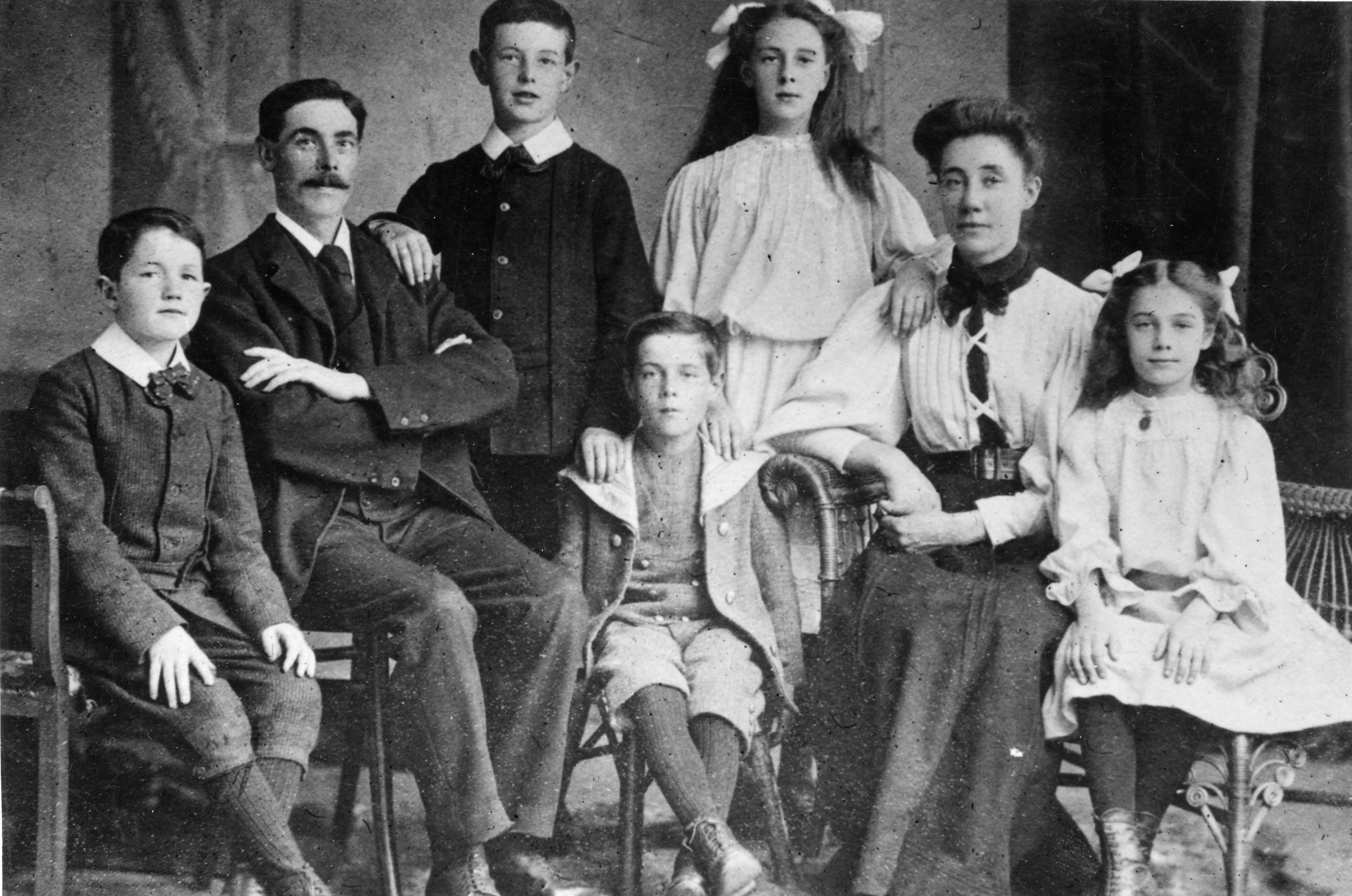
La famille Goodwin ; de gauche à droite : William, Frederick Goodwin, Charles, Lilian, Augusta Goodwin et Jessie. Au centre : Harold.
Sidney n'est pas sur la photo.

Né en 1910, Sidney Leslie est le petit dernier de la famille anglaise Goodwin. Il a cinq frères et sœurs, et ses parents sont Frederick Goodwin et Augusta Goodwin, née Tyler.
Frederick Goodwin et Augusta Tyler se marient le 25 décembre 1894 dans l'église Sainte-Marie à Newington. Ils sont alors respectivement âgés de vingt-cinq et vingt-six ans. Très vite le jeune couple a des enfants. Le premier voit le jour en 1896, c'est une petite fille appelée Lilian Amy. L'ainée de la famille est âgée de seize ans au moment du naufrage. Viennent ensuite deux garçons, Charles Edward et William Frederick, qui ont quatorze et douze ans en 1912. Puis une seconde fille, Jessie Allis, âgée de onze ans, et un autre garçon, Harold Victor suit, âgé de neuf ans. Enfin, vient le quatrième garçon de la fratrie, Sidney Leslie Goodwin, qui n'a qu'un an et sept mois au moment du drame. La famille déménage plusieurs fois de suite, au fur et à mesure des naissances. Ainsi, ils logent d'abord à Walworth (Londres), puis à Edmonton dans le Middlesex, et pour terminer à Melksham (Wiltshire) où Sidney Goodwin voit le jour.
Comme c'est souvent le cas à cette époque, et d'autant plus dans les familles nombreuses, les enfants travaillent avant ou après l'école, pour aider leurs parents. Dans une fiche de recensement datée de 1911, on apprend notamment que Lilian est domestique (probablement au service d'une famille plus aisée). Charles Edward est quant à lui laitier et son frère, William Frederick, vend des journaux dans la rue. Malgré cela, hormis Lilian qui n'avait plus l'âge requis et Sidney qui était trop jeune, tous les enfants étaient scolarisés. Selon les sources, leur père, Frederick Goodwin, a lui-même enchainé différentes professions. Son certificat de mariage indique en 1894, qu'il est compositeur, sur les papiers de baptême de ses enfants, en 1904, on note cette fois qu'il est charpentier (comme l'un de ses frères), avant de lire sept ans plus tard sur sa fiche de recensement, qu'il est à présent indiqué comme étant un ouvrier qualifié. Il semble que cette dernière information, un an avant son embarquement sur le Titanic, corresponde plus précisément à un travail d'électricien. C'est en effet la profession qu'indiquent les articles des journaux parus après le naufrage.
En 1912, Frederick Goodwin reçoit une lettre d'un de ses frères (parti vivre quelques années plus tôt à Niagara Falls), dans laquelle il l'informe qu'il vient de monter sa propre entreprise et qu'il est le bienvenu s'il souhaite le rejoindre. Saisissant cette nouvelle opportunité pour lui et sa famille, Goodwin vend la petite maison de Melksham et achète des billets, dont la somme totale lui coûte 46 livres et 18 shillings, pour un vapeur (de nom inconnu) qui relie Southampton à New York. Une maison déjà meublée les attend à Niagara Falls, et en attendant le départ, la famille loge brièvement dans une petite mansarde à Marcham. Cependant, la grève des mineurs de charbon fait rage et l'appareillage de leur navire est annulé. Ce n'est qu'au dernier moment que les Goodwin sont transférés sur le Titanic.

### Sur leTitanic

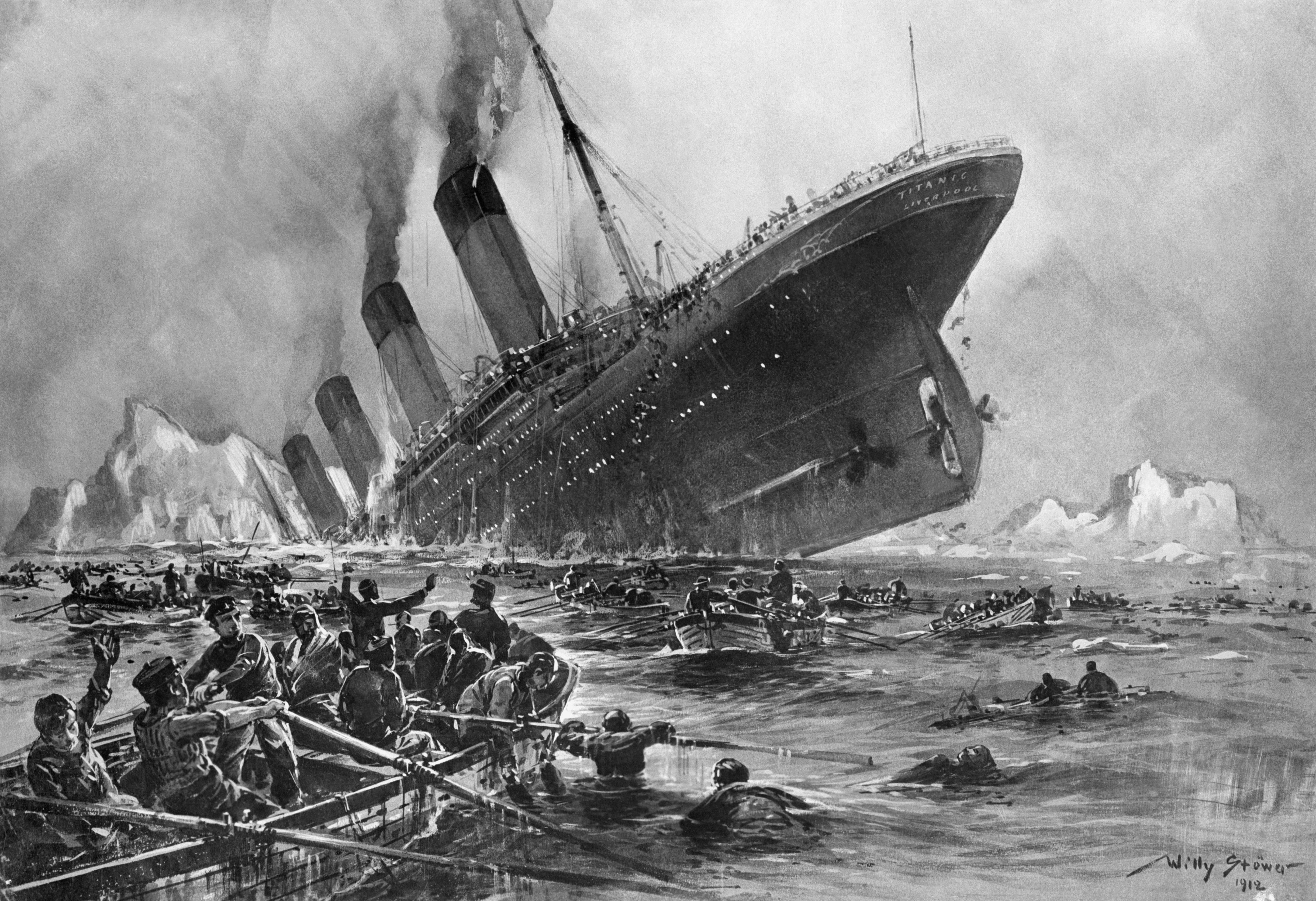
Les Goodwin sont tous morts dans le naufrage du Titanic.

Ainsi donc, au matin du 10 avril 1912, la famille Goodwin se rend aux Southampton Docks pour embarquer sur le Titanic. Les passagers de troisième classe sont les premiers à monter à bord aux environs de neuf heures du matin, mais avant toute chose, ils doivent d'abord se plier à l'inspection sanitaire qui est obligatoire. À l'époque, on a en effet tendance à assimiler pauvreté et maladie. Les immigrants doivent à leur arrivée à New York, passer au préalable à Ellis Island pour se soumettre à une seconde inspection et prouver qu'ils sont aptes à devenir américains.
Une fois à l'intérieur du paquebot, les Goodwin découvrent les installations de troisième classe dont le luxe égale les premières classes de navires plus anciens. Concernant les logements, il est probable que la famille ait été séparée. En effet, les cabines ne pouvant accueillir qu'un maximum de six personnes, Frederick Goodwin devait être logé dans la proue (réservée aux logements des hommes) avec son fils Charles Edward, dont l'âge lui permettait d'être considéré comme un homme. Quant à Augusta, elle est sûrement restée avec le reste de ses enfants dans une cabine située à la poupe (réservée aux femmes). Toutefois, rares sont les passagers de troisième classe dont nous connaissons le numéro de cabine, et les Goodwin n'en font pas partie. Au cours de la traversée, les activités des passagers de troisième classe sont assez restreintes en comparaison avec les nombreuses prestations que le Titanic propose aux deux autres classes. Mais comme les autres passagers de troisième, les Goodwin peuvent par exemple se promener sur la poupe, ou bien se rendre dans la salle commune qui possède des bancs pour lire, des tables pour jouer aux cartes, et même un piano, ce qui représente un luxe pour l'époque. C'est également la pièce qui sert de salle de jeu pour enfants, et dont les petits Goodwin ont sans doute profité.
Si l'on ne sait pas grand-chose sur les activités des Goodwins pendant le voyage, l'on sait que Harold a rencontré et passé du temps avec Frank Goldsmith (1902-1982) de 3e classe comme lui, qui a survécu.
Tout se passe donc sans incident jusqu'à la nuit du 14 avril 1912, lorsque le navire heurte un iceberg et sombre. Aucun membre de la famille n'ayant survécu, et les passagers de troisième classe ne se connaissant souvent que vaguement, les agissements des Goodwin au cours du naufrage sont totalement inconnus. Les témoignages sur l'évacuation en troisième classe donnés par les survivants durant les commissions d'enquêtes, permettent de se faire une idée de ce qu'ils ont vécu. Ainsi, lors du choc avec l'iceberg à l'avant du paquebot, les hommes de troisième classe sont les premiers réveillés et leurs cabines prennent rapidement l'eau. Ils se dirigent alors à l'arrière, en empruntant la grande coursive « Scotland Road » qui parcourt le navire d'un bout à l'autre. Les familles séparées se cherchent dans la foule, et beaucoup des immigrants restent prisonniers du ventre du Titanic sans jamais pouvoir atteindre les ponts supérieurs. L'historien Walter Lord suppose dans son ouvrage The Night Lives On que les Goodwin ont pu atteindre le pont des embarcations, mais dans tous les cas, ils n'étaient alors plus en mesure d'embarquer dans un canot. Aucun membre de la famille ne survit au drame.

### Les proches de la famille
Après le naufrage, une vieille dame habitant au 10 Vernon Street à Fulham, reçoit un télégramme de la White Star Line lui indiquant la mort de son fils, Frederick Goodwin. Âgée de soixante-douze ans, elle vit alors avec deux de ses autres fils, de trente-sept et trente-cinq ans. L'un est infirme, l'autre est assistant charpentier. La commission sur le naufrage accorde à Mme Goodwin une pension de cinq shillings par semaine (150 $), en compensation de la mort de son fils. Elle rembourse également son frère vivant à Niagara Falls, qui avait prêté cent dollars pour que la famille Goodwin puisse financer son voyage, ainsi que la sœur d'Augusta Goodwin, qui avait quant à elle avancé la famille de cinquante dollars pour leur nouveau départ dans la vie.
La sœur d'Augusta Goodwin, Mme Berry, n'a appris la nouvelle qu'une semaine après la catastrophe. Elle confie dans une interview au Daily Mirror que c'est en se rendant à une commémoration en mémoire des victimes du Titanic, qu'elle rencontre en chemin la mère de Frederick Goodwin, qui se rend au même endroit. Celle-ci lui tend le télégramme annonçant que toute la famille a péri, mais elle ignore alors que Mme Berry n'est pas au courant de l'embarquement de la famille sur le Titanic.
Depuis, un mémorial à la famille Goodwin est édifié dans l'église de Melksham.

## Le mystère de l'enfant inconnu

### Découverte et funérailles

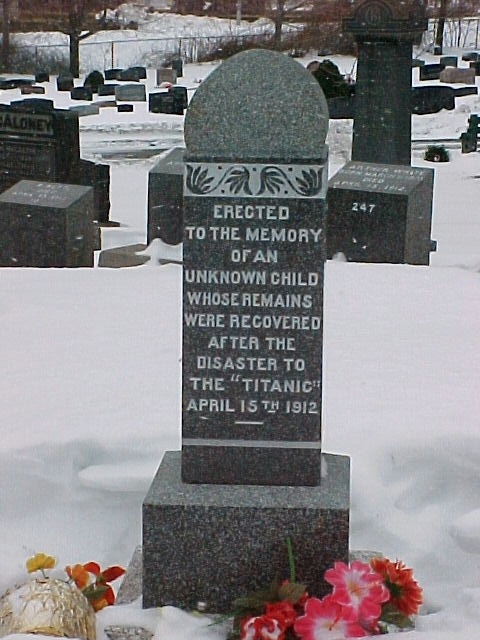
La pierre tombale de l'enfant inconnu a été payée grâce à la récompense de la famille Astor, par l'équipage du Mackay-Bennett qui avait recueilli le corps.

Dans les jours qui suivent le naufrage, la White Star Line affrète plusieurs navires, notamment le Mackay-Bennett pour récupérer les corps des victimes. La récupération des corps s'étend sur plusieurs semaines, et plus de 300 corps sont repêchés, certains étant rendus à la mer car trop décomposés. 
Le corps no 4, récupéré par le Mackay-Bennett, est celui d'un petit garçon de deux ans que rien ne permet d'identifier. Cette découverte mortifie l'équipage du navire, qui prépare le bébé pour de futures funérailles.
Une description précise du corps est établie, comme pour les autres corps récupérés :

« N°4 - Masculin - Âge estimé : 2 ans - Cheveux blonds
Vêtements : Manteau gris avec col et manchettes en fourrure, robe de serge marron, jupon, vêtement de flanelle, maillot de corps rose, chaussures et chaussettes marron
Pas de signe distinctif
Probablement en troisième classe »

Devant l'impossibilité d'identifier le corps, il faut se résigner à lui donner une tombe anonyme. L'équipage du Mackay-Bennett, particulièrement choqué à la vue du cadavre du bambin, décide de financer les obsèques qui se tiennent le 4 mai 1912 à Halifax, où sont enterrées toutes les victimes non réclamées, à l'aide d'une partie de l'argent de récompense reçu de Vincent Astor pour avoir récupéré le corps de son père. 
Ce sont six marins qui portent le cercueil du petit garçon jusqu'à sa dernière demeure, avec un pendentif en cuivre placé dans son cercueil par des marins avec l'inscription « Our Babe ». La tombe de l'enfant portant dans un premier temps la mention « érigée à la mémoire d'un enfant inconnu dont la dépouille fut recueillie après le désastre du Titanic ».

### Identification du corps

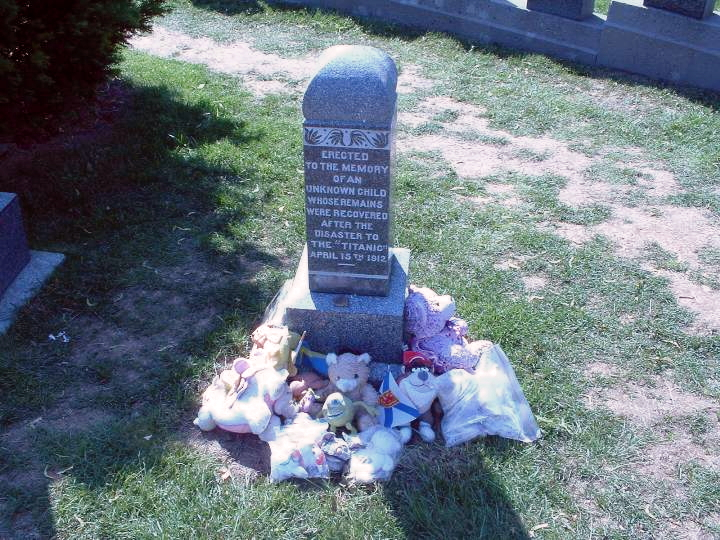
La tombe identifiée comme celle de Sidney Goodwin accueille régulièrement des jouets et peluches déposées à la mémoire de tous les enfants morts sur le Titanic.

Dès 1912, des hypothèses sont émises pour identifier le garçonnet, qui appartient forcément à la troisième classe (aucun enfant n'a péri dans la seconde classe, et seulement un de la première classe, qui était une fille). Deux candidats sont particulièrement considérés : les petits Eugene Francis Rice et Gösta Leonard Pålsson, dont les familles ont été décimées dans la catastrophe. La deuxième hypothèse est même jugée suffisamment crédible pour que la mention « enfant possible de Mme Pålsson » soit rajoutée sur la liste des corps. Cependant, faute de preuve définitive, la pierre tombale reste anonyme.
En 2001, la situation change. Trois familles de descendants de victimes dont les corps demeuraient non identifiés ont en effet demandé que soient entreprises des recherches pour retrouver leurs ancêtres. Parmi les sépultures sélectionnées se trouve celle de l'enfant inconnu. Des exhumations ont lieu, et des analyses de l'ADN des victimes sont effectuées.  Des expertises dentaires ont également lieu et précisent que l'enfant était normalement âgé de moins d'un an. Rice, Pålsson, mais aussi Sidney Goodwin se retrouvent ainsi éliminés de la liste des possibles. Avec la participation d'une émission de la chaîne de télévision PBS, Secrets of the Dead, et l'intervention d'une parente, le corps est finalement identifié comme celui d'Eino Viljami Panula, jeune enfant d'immigrant suédois.
En 2007, a lieu un dernier retournement de la situation. Des analyses d'une séquence du génome mitochondrial révèlent qu'une erreur a été faite, et que le bambin n'est en aucun cas lié à la famille Panula. La pression médiatique avait en effet été trop forte et avait empêché de pousser les recherches assez loin. Les nouvelles expériences, menées par une équipe de chercheurs canadiens, finissent par dresser la conclusion selon laquelle l'enfant non identifié est le petit Sidney Goodwin, seul membre de la famille dont le corps ait été retrouvé.

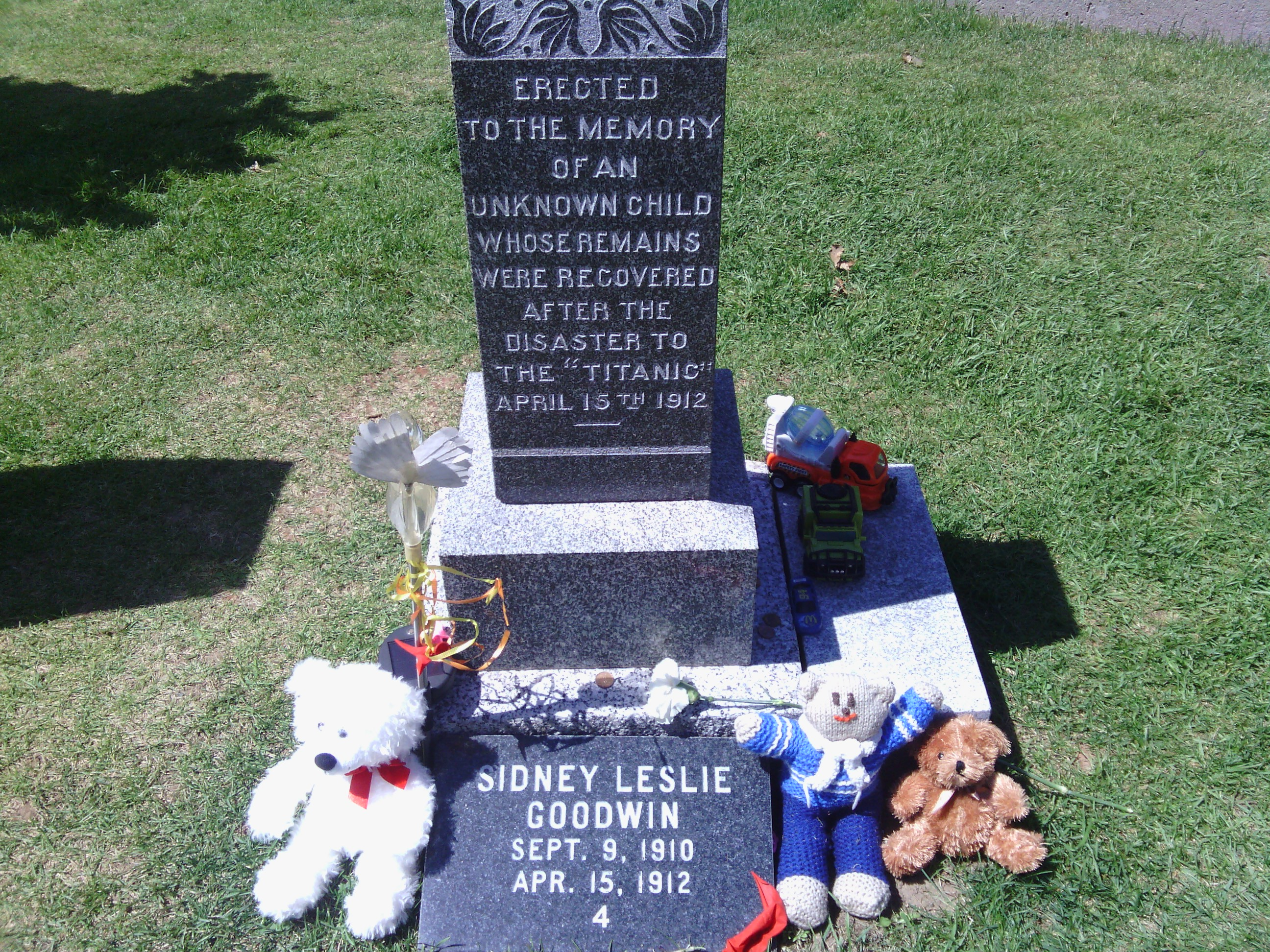
Les deux plaques sur la tombe de Sydney Leslie Goodwin.

Par ailleurs, les souliers que portait l'enfant lors du drame, qui avaient été récupérés par Clarence Northover, un policier chargé de garder les effets des victimes, sont finalement rendus par son petit-fils au musée maritime de Halifax en 2002. La tombe de Sidney Goodwin est reste aux yeux du public un symbole au nom de tous les enfants qui ont péri dans la catastrophe.
Bien que les corps de deux autres enfants, des garçons plus âgés, aient été retrouvés, c'est Sidney qui reste le membre le plus emblématique de sa famille et du naufrage. Il reste enterré au cimetière de Fairview, à Halifax, en Nouvelle-Écosse, et une plaque est ajoutée au mémorial avec son nom, ses dates de naissance et de décès et son numéro de corps.